# دارخزک نوک‌دراز
دارخزک نوک‌دراز (نام علمی: Rhabdornis grandis) نام یک گونه از سرده دارخزک فیلیپینی است.